# Districtul Kamalasai
Kamalasai (în thailandeză กมลาไสย) este un district (Amphoe) din provincia Kalasin, Thailanda, cu o populație de 69.535 de locuitori și o suprafață de 325,3 km².

## Componență
Districtul este subdivizat în opt subdistricte (tambon), care sunt subdivizate în 111 de sate (muban).
| Nr. | Nume        | În thailandeză | Sate | Locuitori |  |
| --- | ----------- | -------------- | ---- | --------- |  |
| 1.  | Kamalasai   | กมลาไสย        | 18   | 11,105    |  |
| 2.  | Lak Mueang  | หลักเมือง        | 14   | 10,048    |  |
| 3.  | Phon Ngam   | โพนงาม         | 13   | 7,914     |  |
| 4.  | Dong Ling   | ดงลิง           | 17   | 10,443    |  |
| 5.  | Thanya      | ธัญญา           | 15   | 9,522     |  |
| 8.  | Nong Paen   | หนองแปน        | 9    | 6,885     |  |
| 10. | Chao Tha    | เจ้าท่า          | 16   | 8,329     |  |
| 11. | Khok Sombun | โคกสมบูรณ์       | 9    | 5,289     |  |